# Оптично явление
Оптичен феномен е природно явление, при което човешкото око възприема визуални факти, които не съответстват на реалността. При всички случаи появата на такива феномени е обусловена от цял комплекс метеорологични - влажност на въздуха, температура - и географски фактори - релеф и т.н. Тези феномени днес са лесно обясними от гледна точка на физиката, но в миналото са били възприемани от мистична гледна точка. По известни оптически феномени са миражите (респективно т. нар. фата моргана, двойното слънце и двойната луна, зеленият лъч.